# Troubles de voisinage en droit québécois
En droit québécois, la notion de troubles du voisinage est reconnue à l'art. 976 du Code civil du Québec et par l'arrêt de principe Ciment du Saint-Laurent inc. c. Barrette. En cas d'inconvénients anormaux de voisinage, le droit civil crée une responsabilité sans égard à la faute.

## Dispositions législative pertinente
L'article 976 C.c.Q. énonce que  « Les voisins doivent accepter les inconvénients normaux du voisinage qui n’excèdent pas les limites de la tolérance qu’ils se doivent, suivant la nature ou la situation de leurs fonds, ou suivant les usages locaux ». Pour prouver les troubles de voisinage, il n'est pas nécessaire de recourir à l'abus de droit de l'art. 7 C.c.Q. ou à la responsabilité extracontractuelle de l'art. 1457 C.c.Q, d'après l'arrêt Ciment St-Laurent. Toutefois, il est important de bien distinguer entre ces dispositions législatives car elles créent des régimes de responsabilité distincts. En effet, si les troubles de voisinage ne sont pas anormaux, mais qu'il y a une faute civile dans l'exercice d'un droit, il reste en principe possible de plaider l'abus de droit. S'il n'y a ni troubles anormaux, ni abus de droit, mais présence d'une faute extracontractuelle, il demeure possible de plaider la responsabilité extracontractuelle.

## Arrêt Ciment du Saint-Laurent inc. c. Barrette
Das cette affaire, des citoyens d'une municipalité intentent une action collective contre une cimenterie qui pollue l'environnement local et ils allèguent diverses fautes dans l'exploitation de la cimenterie. Le tribunal de première instance retient la thèse de responsabilité sans égard à la faute. La Cour d'appel condamne plutôt la cimenterie sur la base des règles générales de responsabilité civile (faute, préjudice, lien de causalité, doué de raison). La cimenterie fait appel devant la Cour suprême du Canada. Dans sa décision, la Cour suprême rétablit les conclusions du tribunal de première instance et conclut elle aussi à une responsabilité sans égard à la faute. Au paragraphe 86 de la décision, elle conclut que « le droit civil québécois permet donc de reconnaître, en matière de troubles de voisinage, un régime de responsabilité sans faute fondé sur l’art. 976 C.c.Q., et ce, sans qu’il soit nécessaire de recourir à la notion d’abus de droit ou au régime général de la responsabilité civile. La reconnaissance de cette forme de responsabilité établit un juste équilibre entre les droits des propriétaires ou occupants de fonds voisins ».